# Clément-Louis-Marie-Anne Belle
Pour les articles homonymes, voir Belle.
Clément-Louis-Marie-Anne Belle, né le 16 novembre 1722 à Paris, mort le 29 septembre 1806 à Paris, est un peintre d’histoire français.

## Biographie
Fils d'Alexis Simon Belle, peintre du roi de France et du roi d’Angleterre et membre de l’Académie royale de peinture, et de Marie-Nicole Horthemels, peintre et graveur. Belle manifesta très jeune de bonnes dispositions pour les arts. Élève de sa mère, il perdit son père à l’époque où il commençait à donner les plus grandes espérances.
Sa mère le plaça sous la direction de Lemoyne avant de l’envoyer, en 1745, en Italie pour se perfectionner. Il resta dix ans dans ce pays, où il se livra à l’étude la plus assidue des maîtres. En vertu d’une autorisation spéciale du pape Benoît XIV, il prit au Vatican le calque des têtes peintes par Raphaël dans les fresques des Stanze. Son fils, Augustin-Louis Belle, a fait graver et a publié un certain nombre de ces facsimilés très curieux.
Les études sérieuses qu’il fit en Italie le mirent à portée de revenir en France pour y déployer le talent qu’il avait acquis, et se faire agréer à l’Académie, qui le reçut au nombre de ses membres, deux ans après, en 1761. Ayant été nommé successivement adjoint au professorat et professeur, en 1765, les succès qu’obtinrent ses ouvrages lui valurent, dans la même année 1785, sa nomination à la place d’adjoint à recteur, et à celle de recteur.
En 1755, il avait été appelé aux fonctions de surinspecteur de la manufacture des Gobelins pour la partie des arts. Quoique ce poste, qu’il occupa pendant plus de trente ans, lui ait pris une partie du temps qu’il aurait désiré consacrer à la peinture, il n’a pas laissé de produire beaucoup de tableaux, entre autres, La Réparation des saintes hosties, pour l’église Saint-Merri, Ulysse reconnu par sa nourrice et un Christ destiné à orner l’une des salles du Parlement de Dijon.
Il fut inhumé dans le cimetière de Sainte-Catherine, son monument sépulcral se situe dans le cimetière Nord de Saint-Mandé.
Son fils Augustin-Louis lui succéda dans sa place aux Gobelins.

## Œuvres
- Bayonne, musée Bonnat-Helleu :

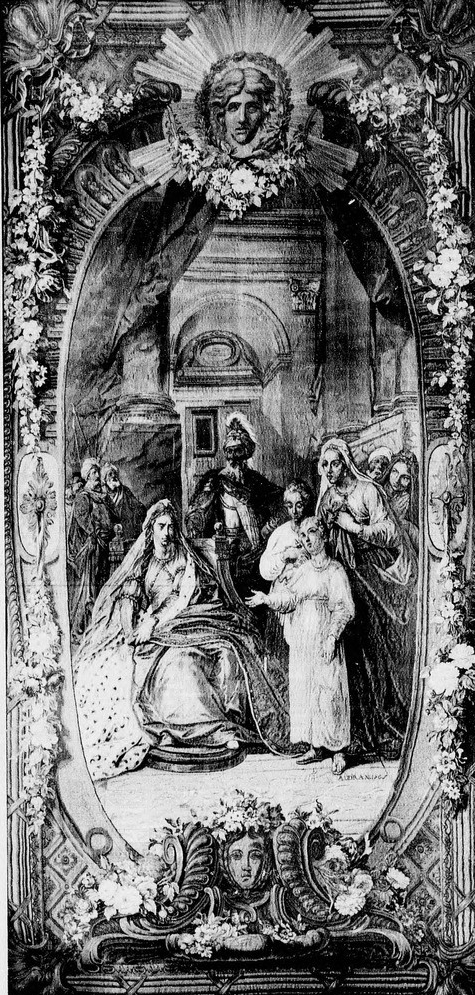
Tapisserie Athalie interrogeant Joas.

  - Ulysse reconnu par sa nourrice Euryclée (esquisse), entre 1760 et 1761, 44 × 56 cm[2],[3].
- Chartres, musée des Beaux-Arts :
  - Athalie interrogeant Joas, copie de la peinture de Charles Antoine Coypel (1741) par Clément-Louis-Marie-Anne Belle, format agrandi 200 × 144 cm réalisé pour la manufacture des Gobelins afin de compléter la tenture des scènes d'opéra, de tragédie et de comédie réalisée par Michel Audran en 1763[4].
- Dijon :
  - Le Christ en Croix avec la Vierge et saint Jean (1762), huile sur toile, 292,8 × 195 cm, musée des Beaux-Arts[5] ;
  - Portrait d'homme âgé, attribué, fusain, 47 × 37 cm, musée Magnin[6].
- Fontainebleau, château :
  - Psyché regardant l'Amour endormi, 1767, huile sur toile, 270 ou 276 × 233 cm[7],[8];
  - L'Alliance de Bacchus et de Vénus (ou Bacchus et Ariane), attribué, 320 × 210 cm[9].
- Paris :
  - Musée du Louvre :
    - Leda, 1778, huile sur toile, 308 × 129 cm[10],[11];
    - Enfant de chœur agenouillé, vers 1759, sanguine, 39 × 29 cm, étude pour la "Découverte de la profanation des hosties"[12],[13];
    - Étude pour l'ange Gabriel, vers 1759, sanguine, 39 × 29 cm, étude pour la "Découverte de la profanation des hosties"[14],[15].

  - Découverte de la profanation des hosties à l’église St-Merry, huile sur toile, 1759, 357 × 225 cm, église Saint-Merri,  Classé MH (1905)[16],[17] ;
  - Ulysse reconnu par sa nourrice Euryclée, huile sur toile, 1761, 196 × 251 cm, École nationale supérieure des Beaux-Arts[18],[19].
  - La Vierge et l'enfant, copie d’après Van Loo, huile sur toile, 250 × 160 cm, église Saint-Séverin,  Classé MH (1905), disparu au moins après sa rénovation en 1936[20],[21]
- Soissons, cathédrale Saint-Gervais-et-Saint-Protais :
  - L'Archange Michel vainqueur des Anges rebelles (ou Le combat de Saint Michel), huile sur toile, entre 1767 et 1771,  Inscrit MH (1972)[22],[23],[24].
  - Le songe de saint Joseph, huile sur toile, 1771,  Inscrit MH (1972)[23],[25],[24].
- Versailles, château :
  - Vertumne et Pomone, 1772, dessus-de-porte, 98 × 152 cm[26],[27] ;
  - Vénus et Adonis, 1772, dessus-de-porte, 98 × 152 cm[28],[29].
- Vizille, musée de la Révolution française :
  - La Convention nationale décrète l'abolition de la monarchie (ou Allégorie de la Révolution), entre 1788 et 1794, triptyque, huile sur toile :
    - Minerve remet à Hercule le décret qui a aboli les vices de l'ancien gouvernement, panneau central, 356 × 386 cm[30],[31],[32];
    - Arrivée des Vertus et proclamation de la Constitution démocratique, partie gauche 356 × 220 cm[33],[34] ;
    - Fuite des vices à l'arrivée de la Loi, partie droite, 356 × 220 cm[35],[36].

  - La Convention nationale remet à la France le code des Lois républicaines (ou Allégorie de la République), entre 1788 et 1794, triptyque, huile sur toile :
    - La France reçoit de Minerve le code des lois républicaines, panneau central, 356 × 226 cm[37],[38] ;
    - L'Histoire écrit sur les annales de la République, partie gauche, 356 × 172 cm[39],[40];
    - La Vigilance foule aux pieds l'Envie, partie droite, 356 × 172 cm[41],[42].

Œuvres de Clément Belle
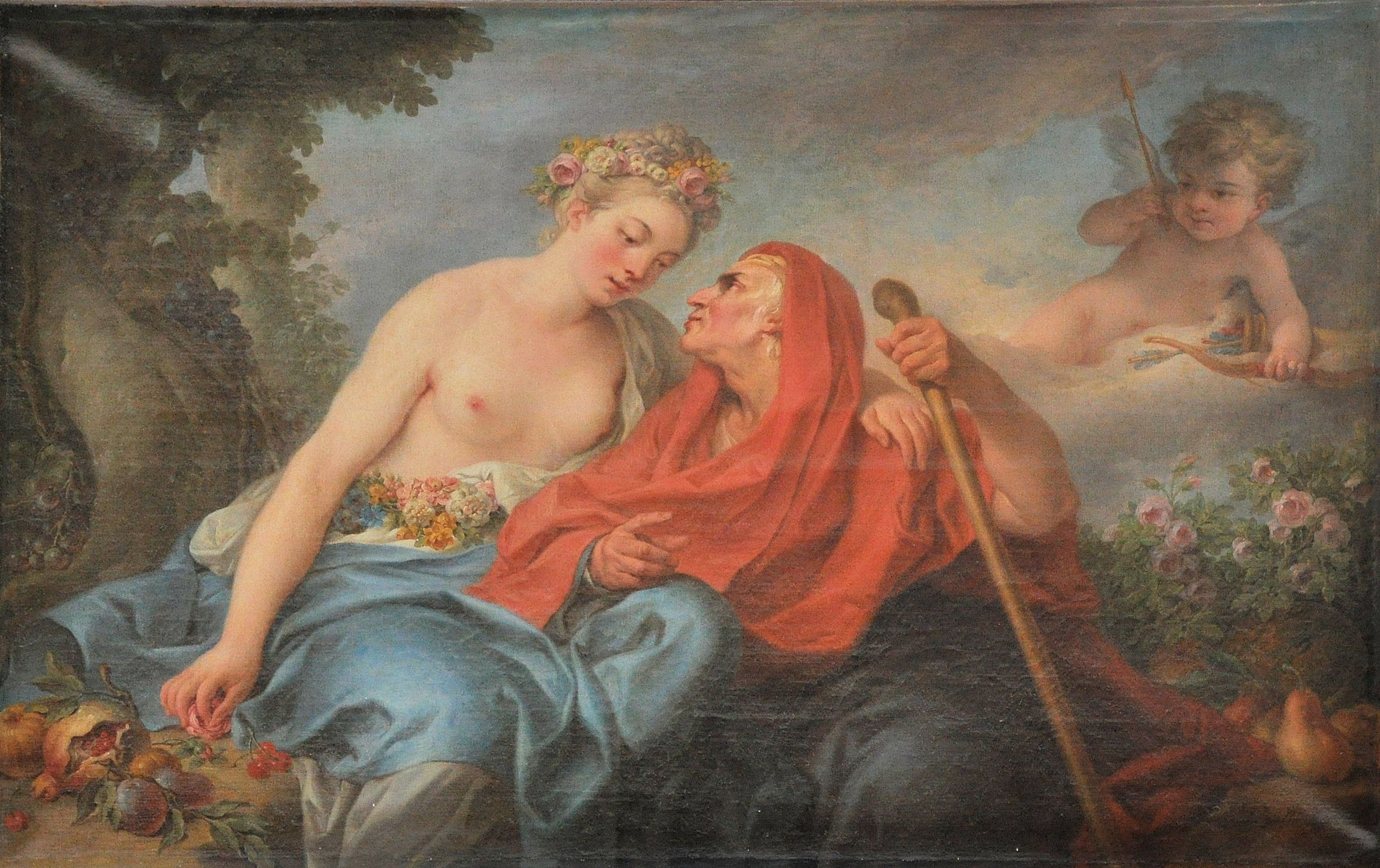
Vertumne et Pomone, 1772.
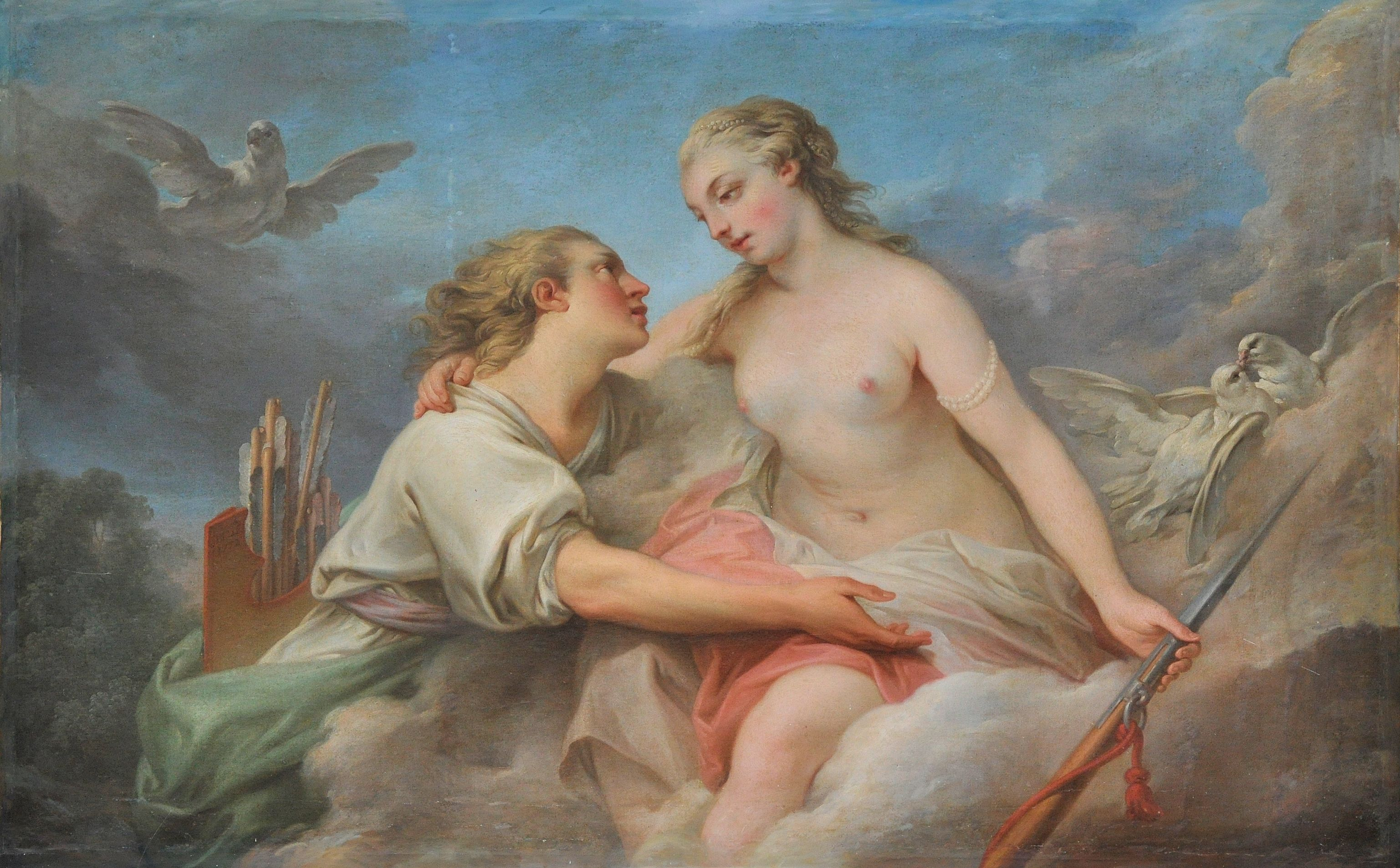
Vénus et Adonis, 1772.
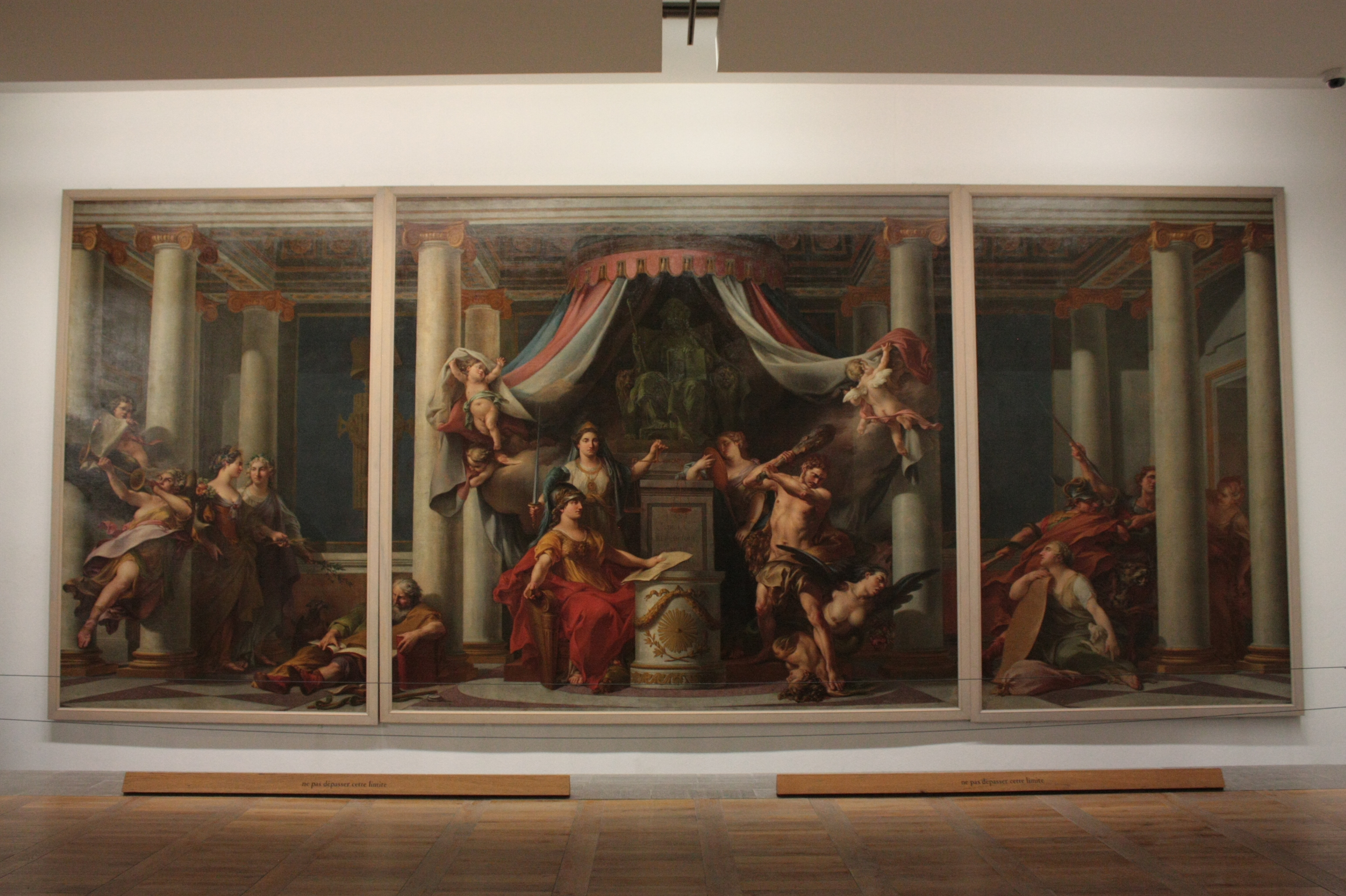
La Convention nationale décrète l'abolition de la monarchie, 1788-1794.
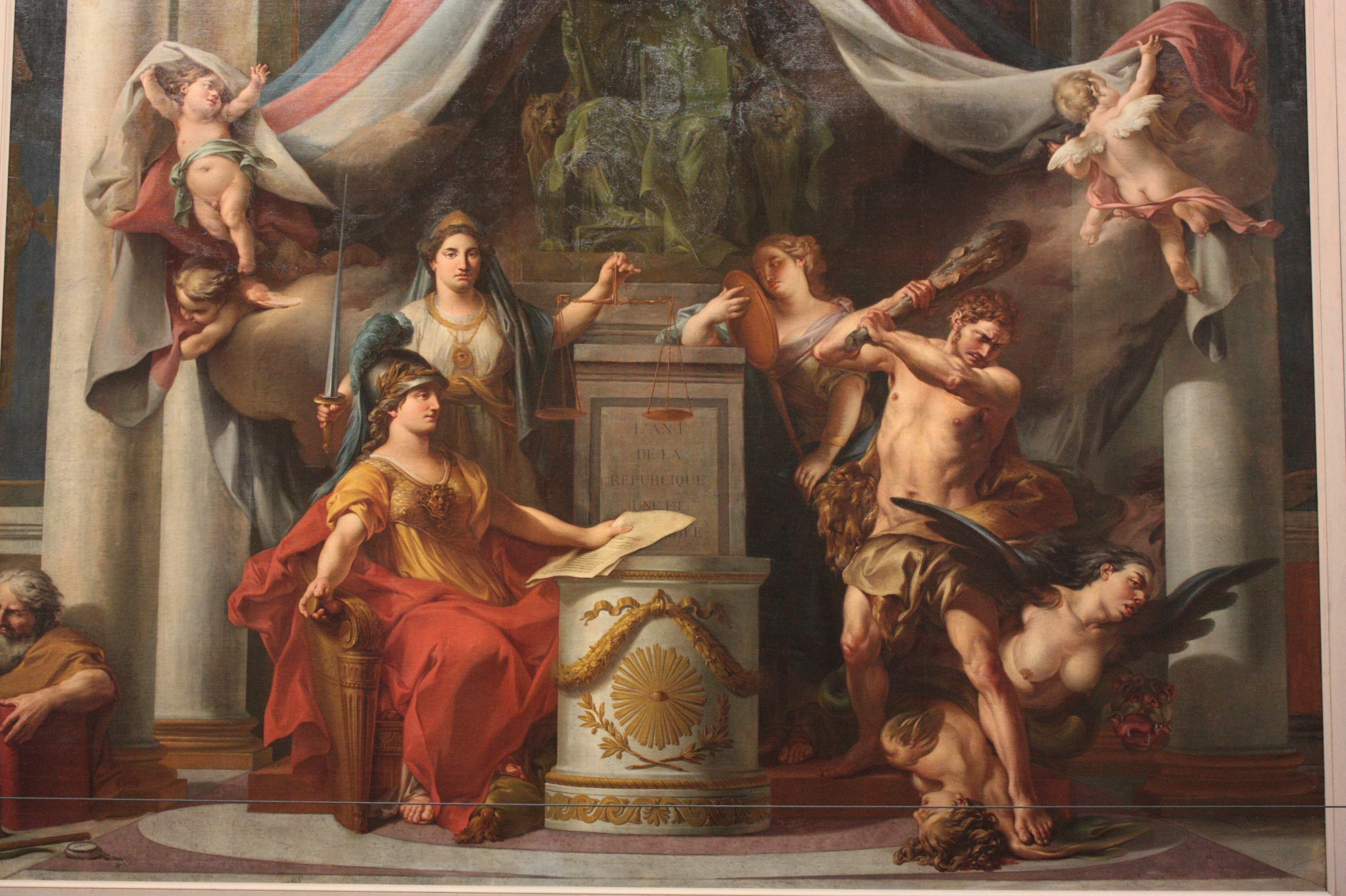
Panneau central : Minerve remet à Hercule le décret qui a aboli les vices de l'ancien gouvernement[32].
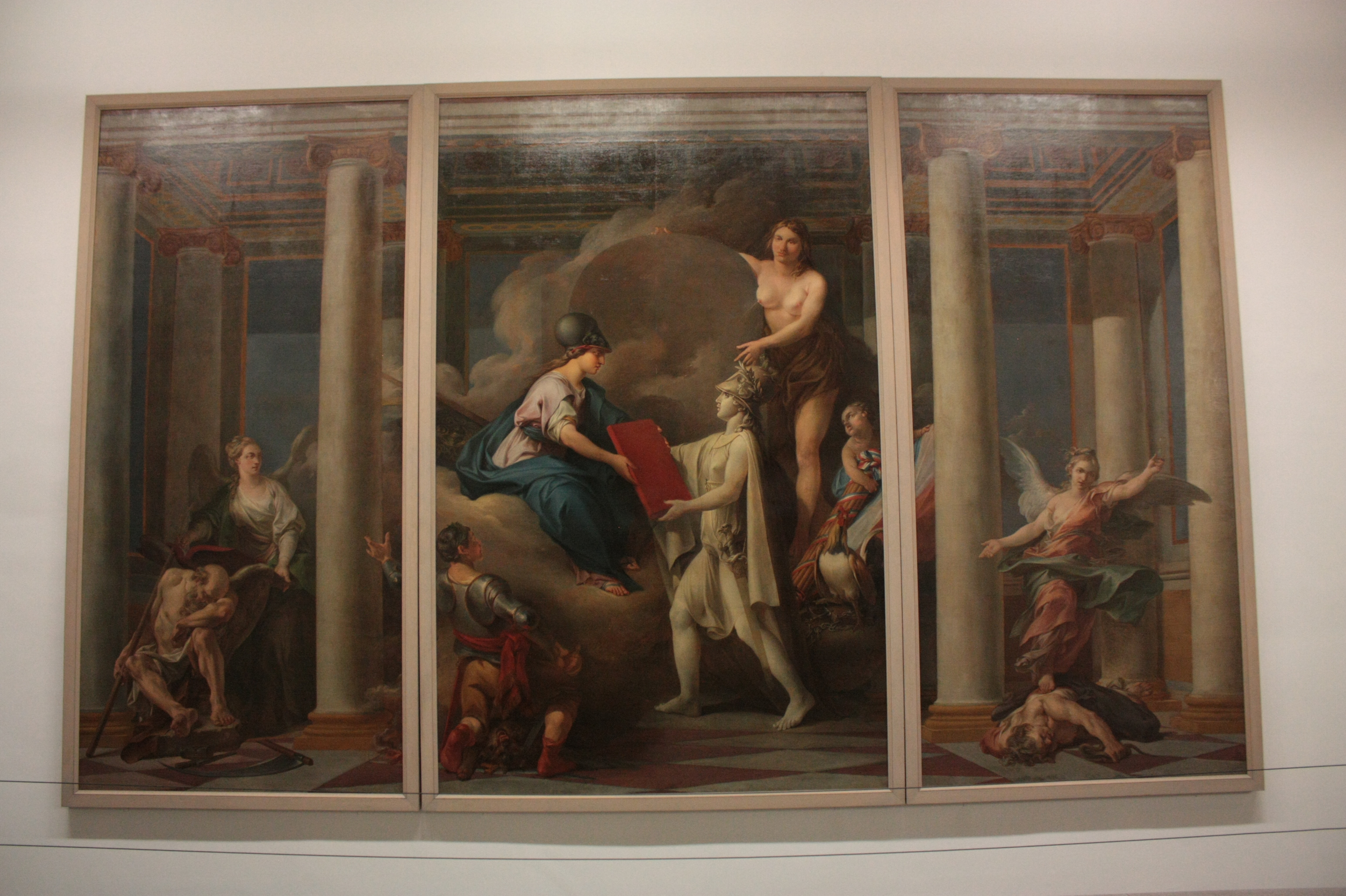
La Convention nationale remet à la France le code des Lois républicaines, 1788-1794.